# Eloy Alfaro

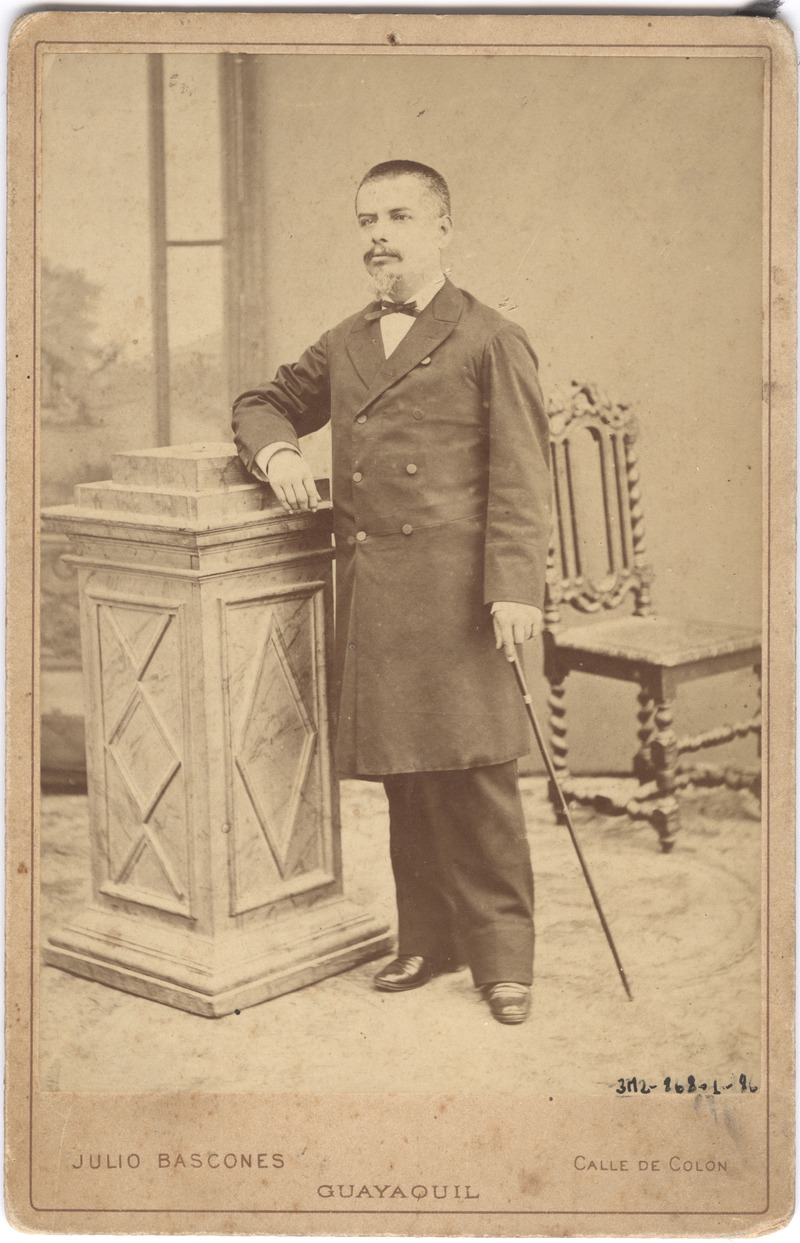
Eloy Alfaro

José Eloy Alfaro Delgado (* 25. Juni 1842 in Montecristi, Manabí; † 28. Januar 1912 in Quito) war ein ecuadorianischer Militär und Politiker. Er war zweimal (1895–1901 und 1906–1911) Präsident von Ecuador. Er gilt als der herausragende liberale Politiker in der Geschichte Ecuadors und als zentrale Figur des politischen Lebens an der Wende vom 19. zum 20. Jahrhundert. Er gründete 1878 den Partido Liberal, die Liberale Partei Ecuadors, die unter verschiedenen Namen eine zentrale Rolle in der ecuadorianischen Parteienlandschaft des 20. Jahrhunderts spielte.

## Herkunft und politisch-militärische Aktivitäten vor 1895
Alfaro stammte aus einer wohlhabenden Familie. Sein Vater war ein politisch exilierter Spanier, der als Exporteur von Panamahüten tätig war, seine Mutter eine einheimische Indianerin.
Auch der junge Eloy widmete sich zunächst dem Handel, bevor er sich bereits in jungen Jahren der Politik und der militärischen Opposition gegen konservative Regierungen zuwandte. Er hatte seit seiner Jugend in Kontakt mit den armen Landarbeitern seiner Region gestanden und trat für die Verbesserung ihrer Lebensbedingungen und gegen die quasi-feudalen Besitzstrukturen besonders auf den Kakaoplantagen ein. Dies sicherte ihm für seine gesamte politische und militärische Karriere einen starken Rückhalt in seiner Heimat. Als Liberaler kämpfte er seit 1864 gegen den konservativen Präsidenten Gabriel García Moreno, der bis 1875 regierte, verbrachte jedoch erzwungenermaßen die meiste Zeit im Exil in Panama. Dort heiratete er 1865 die einheimische Ana Paredes Arosemena, mit der er neun Kinder hatte, die Namen wie Bolívar, Esmeraldas, América und Olmedo trugen.
1876 kehrte er nach Ecuador zurück und trat nach dem Staatsstreich des liberalen Generals Ignacio de Veintemilla (Präsident von 1876 bis 1883) gegen Antonio Borrero in dessen neugebildete Regierung ein. Bereits kurz darauf begab er sich aber – von Veintemilla enttäuscht – erneut ins Exil nach Panama, von wo er 1878 zurückkehrte, um Veintemilla militärisch zu bekämpfen. Alfaro wurde gefangen genommen und im Folgejahr erneut exiliert.
1882 kehrte Alfaro erneut heimlich nach Ecuador zurück, um Veintemilla zu bekämpfen. 1883 wurde er in seiner Heimatprovinz Manabí zum Obersten Führer (jefe supremo) ausgerufen und vereinigte sich mit anderen Usurpatoren im Kampf gegen den in Quito residierenden Veintimilla. Es gelang ihnen, im Januar 1883 Veintemilla aus der Hauptstadt zu vertreiben. Im Juli 1883 trat Veintemilla zurück. Nachdem zunächst eine provisorische Regierung und dann zwei Interimspräsidenten regierten, wurde Ende November der liberale Katholik José María Plácido Caamaño Präsident. Alfaro war mit dessen Regierung nicht einverstanden und erhob sich von Manabí aus. Nach der militärischen Niederlage in einer Seeschlacht vor Jaramijó floh er nach Peru. Daraufhin zog er auf Suche nach finanzieller und ideologischer Unterstützung im Kampf für den Liberalismus in Ecuador durch ganz Amerika.

## „Liberale Revolution“ und Präsidentschaften Alfaros

### Überblick

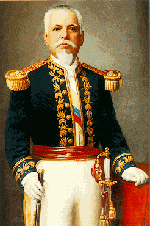
Eloy Alfaro

Nach dem Staatsstreich vom 8. Juni 1895, der die Etappe der Revolución Liberal in der ecuadorianischen Geschichte einleitete, wurde Alfaro in Guayaquil zum Staatschef (jefe supremo) ausgerufen und kehrte ein weiteres Mal nach Ecuador zurück, um das Amt auszuüben. 1897 wählte ihn eine verfassunggebende Versammlung zum verfassungsmäßigen Präsidenten, seine erste Amtszeit dauerte bis 1901. Der mit Alfaros Unterstützung gewählte Nachfolger Leonidas Plaza Gutiérrez, ein Parteigänger von Alfaros Liberaler Partei, hatte sich während der Wahlvorbereitungen von Alfaro entfremdet, regierte aber weitgehend in Alfaros Sinne. 1906 wurde der von Plaza unterstützte Lizardo García zum Präsidenten gewählt und kurz darauf nach kurzer Militärkampagne von Alfaro gestürzt. Alfaro wurde daraufhin erneut zum Staatschef proklamiert und 1907 durch eine neue verfassunggebende Versammlung zum Präsidenten gewählt, die auch eine liberale, Ecuador säkularisierende Verfassung (die zwölfte in der bis dato 77-jährigen Geschichte des Landes) verabschiedete.

### Politisches Programm
Während seiner Regierungszeiten bewirkte er die Liberale Revolution, eine Umwälzung des ecuadorianischen Staatswesens von innen, die auch während der Amtszeit seines ersten Nachfolgers Plaza Gutiérrez beibehalten wurde. Alfaro sorgte für die definitive Trennung von Kirche und Staat, konfiszierte in großem Umfang Kirchengut, säkularisierte das Bildungswesen und führte Religionsfreiheit und Zivilehe ein. Er schaffte die Todesstrafe ab. Alfaro gab zudem den entscheidenden Anschub für die Fertigstellung der unter García Moreno begonnenen Eisenbahnverbindung zwischen Quito und Guayaquil (die in seiner ersten Präsidentschaft bis zum Colta-See gelangte und 1908 fertiggestellt wurde), gründete verschiedene Bildungsinstitutionen, widmete sich stärker als seine Vorgänger der Indianer- und der Frauenfrage und verbesserte die rechtliche Stellung beider Gruppen.

### Sturz 1911
Am Ende seiner zweiten Amtszeit schlug Alfaro Emilio Estrada als Präsidentschaftskandidaten vor, der 1911 auch gewählt wurde. Alfaro wollte diesen noch vor seiner Amtsübernahme zum Rücktritt zwingen, damit er erneut zum Staatschef proklamiert werden könne. Estrada verweigerte sich dieser Forderung und Militäreinheiten in Quito unterstützen ihn und erwirkten den Sturz Alfaros am 11. August. Alfaro floh erneut nach Panama. Nach einer kurzen Übergangspräsidentschaft von Senatspräsident Carlos Freile Zaldumbide wurde Estrada im September vereidigt.

### Erneuter Versuch der Machtübernahme, Gefangennahme und Tod
Als Estrada im Dezember 1911 überraschend verstarb, begab sich Alfaro erneut nach Ecuador, um die Macht zurückzuerobern. Er wurde festgenommen und in einem Gefängnis in Quito inhaftiert. Am 18. Januar 1912 drangen gewalttätige Demonstranten in das Gefängnis ein und töteten Eloy Alfaro und vier seiner Mitstreiter (darunter seinen Bruder Medardo). Sie schleiften seinen Leichnam bis in den Ejido-Park, wo sie ihn öffentlich verbrannten.

## Nachleben
Die Stadt, der Kanton und das Kirchspiel Durán bei Guayaquil tragen offiziell den Namen Eloy Alfaro, ebenso ein Kanton in der Provinz Esmeraldas. Die Universidad Laica Eloy Alfaro de Manabí in Manta und die von ihm gegründete weiterführende Militärschule Escuela Superior Militar Eloy Alfaro in Quito sind nach ihm benannt. Neben den zahlreichen nach ihm benannten Straßen und Plätzen in Ecuador ist seit August 2006 auch ein Platz in New York City (Jackson Heights, Queens) nach Eloy Alfaro benannt.
Neben den Nachfolgeparteien des Partido Liberal lehnt die 1972 gegründete liberale Partei Frente Radical Alfarista, die mit Fabían Alarcón Rivera 1997/98 einen ecuadorianischen Staatspräsidenten stellte, sich ebenso an seinen Namen und sein Gedankengut an wie die in den 1980er Jahren operierende Guerillagruppe Alfaro Vive, ¡Carajo!.
1991 erwarb die ecuadorianische Kriegsmarine die britische Fregatte der Leander-Klasse (Type 12) Penelope und benannte sie zu seinen Ehren in Presidente Eloy Alfaro um.
Am 26. September 2003 wurde Eloy Alfaro durch Dekret des damaligen Vizepräsidenten Alfredo Palacio zum Nationalhelden Ecuadors ernannt.
Am 27. November 2005 gab der ecuadorianische TV-Sender Ecuavisa bekannt, dass Eloy Alfaro in der ecuadorianischen Version des in Deutschland als Unsere Besten gesendeten TV-Formats mit 33,39 % der 157.000 abgegebenen Stimmen zum „besten Ecuadorianer“ gewählt wurde. Er platzierte sich vor Geher-Olympiasieger Jefferson Pérez, Schriftsteller Juan Montalvo, Ex-Präsident José María Velasco Ibarra und Frauenaktivistin Matilde Hidalgo de Procel.
Von November 2007 bis Juli 2008 tagte in der Ciudad Alfaro, einem Gebäudekomplex in Alfaros Heimatstadt Montecristi, die Verfassunggebende Versammlung Ecuadors 2007/08.